# Veiðileysa
Veiðileysa (in lingua islandese: Senza pesca) è un fiordo situato nella parte orientale della regione dei Vestfirðir, i fiordi occidentali dell'Islanda.

## Descrizione
Il Veiðileysa è un piccolo fiordo situato nella contea di Strandasýsla, nella parte orientale dei Vestfirðir. Il fiordo si trova a sud del fiordo Reykjarfjörður á Ströndum e delimitato dall'altro lato dalla baia di Kaldbaksvík. È largo 2 km e penetra per 5 km nell'entroterra.
Nel fiordo non ci sono case abitate stabilmente; alcune abitazioni vengono utilizzate brevemente durante la stagione estiva.

## Denominazione
Il nome completo del fiordo è "Veiðileysufjörður á Ströndum" (Fiordo senza pesca sulle spiagge); la denominazione "á Ströndum" fa riferimento alla contea di Strandasýsla, normalmente abbreviata in "Ströndum" o "Strandir", che significa spiagge. Il nome è comunemente abbreviato in Veiðileysa, per distinguerlo dall'altro fiordo con lo stesso nome Veiðileysufjörður, posto nelle vicinanze e cha fa parte dei Jökulfirðir.
La denominazione di fiordo senza pesca deriva da una leggenda popolare, secondo la quale la strega Kráka lo ha maledetto dopo aver perso qui due dei suoi figli. Il maleficio implicava che nel fiordo non si potesse pescare nessun forma vivente che avesse le ossa, per il timore che esse derivassero dalle ossa dei figli della strega.

## Vie di comunicazione
La strada 463 Strandavegur corre lungo la sponda meridionale del Veiðileysa. La strada è stata aperta nel 1965, non è asfaltata ed è spesso impraticabile in inverno.